# へきトラ劇場
へきトラ劇場（へきとらげきじょう）は、へきほーと相馬トランジスタを中心とした日本のYouTuberグループ。旧名はへきちゃん☆トラちゃん。前身グループはへきトラハウス。略称はへきトラ。
2015年にへきほーと相馬トランジスタが「へきトラハウス」を結成。2016年にカワグチジンが加入し、3人組YouTuberとして活動するも、2019年に解散。同年にへきほーと相馬トランジスタが「へきちゃん☆トラちゃん」を結成。メンバーの加入と脱退を経て、2021年に「へきトラ劇場」へと改名。2022年にへきほーと相馬トランジスタがコンビを解消し、解散に至った。

## 来歴

### へきトラハウス時代
2013年、芸人の相馬トランジスタがYouTubeチャンネル「ラフハウス劇場」を開設し、YouTuberとして活動を開始。
2014年、YouTubeチャンネル「バカ侍」を運営するへきほーが動画に登場するようになる。2015年頃より、ワタナベマホトを中心としたYouTuberシェアハウス「仲間家」に住み、YouTubeチャンネル「ポンポンタイムズ仲間家」に出演する。
2015年12月9日、「へきトラハウス」にチャンネル名を変更し、正式にコンビを組む。GENESIS ONEに所属。
2016年、チャンネル登録者が10万人を突破。5月頃より、GENESIS ONE社員のカワグチジンが動画に登場するようになり、メンバーに加入。3人組YouTuberとなる。
2017年7月、方向性の違いによってGENESIS ONEを退所し、Kiiiに移籍。9月、チャンネル登録者が100万人を突破し、「仲間家」を卒業。
2018年9月18日、Air the rooMよりミニアルバム『搬送』をデジタルリリースし、歌手デビュー。9月20日には、豊洲PITにて初のワンマンライブを開催。
2019年4月6日、カワグチジンの脱退に伴って「へきトラハウス」が解散。

### へきトラ劇場時代
2019年5月17日、へきほーと相馬トランジスタがYouTubeチャンネル「へきちゃん☆トラちゃん」を開設し、活動を再開。カメラマンのオミが加入。
2020年2月10日、へきほー躁うつ病を発症したため、みっちーがサポートメンバーとして期間限定で加入し、同年に脱退。2021年2月18日、お笑いコンビ「ぷんにゃらぽんぺ」で相馬トランジスタの相方を務めるカルビが、正式にメンバーとして加入。
2021年5月24日、チャンネル名を「へきトラ劇場」に変更。9月24日、契約の満了に伴いKiiiを退所し、サムライパートナーズへ移籍。11月15日、オミが脱退。
2022年5月31日、へきほーの脱退に伴って「へきトラ劇場」が解散。チャンネル名を「相馬トランジスタ」に変更。相馬トランジスタのソロチャンネルだが、カルビが頻繁に出演している。

## メンバー
へきほー
- へきトラハウス、へきトラ劇場の中心メンバー。
- 本名は沖本卓士（おきもと たくじ）。1991年11月28日生まれ。兵庫県宝塚市生まれ、神奈川県育ち。
- イメージカラーは赤色。
- 相馬トランジスタと同様に引きこもりを経験しており、大学生の時は人に会うのが好きであり学生団体などにも参加していたが、騙されるなどしていくうちに50万の借金を背負うなど、人を信用できなくなり現実逃避に走り引きこもってしまったと語っている。
- 引きこもりから復帰後、ソロでYouTubeチャンネル「バカ侍」を開設して活動を開始[16]。相馬トランジスタのYouTubeチャンネル「ラフハウス劇場」にも頻繁に登場し、その後、「へきトラハウス」を結成[17]。
- 脱退後は、交際中のチャベスとの共同チャンネル「へきチャベ(仮)」と、自身のソロチャンネル「HACK THE HEKIHooo」を中心に活動。また、自身が躁うつ病であることを公表している[18]。

相馬トランジスタ
- へきトラハウス、へきトラ劇場の中心メンバー。
- 本名は相馬永吉（そうま えいきち）。1990年1月18日生まれ。東京都武蔵野市吉祥寺出身。
- イメージカラーは緑色。

カワグチジン
- へきトラハウスの元メンバー。
- 1993年1月26日生まれ。東京都出身。
- 元美容師、元GENESIS ONE社員。ワタナベマホトの高校時代の同級生。
- 2016年に加入し、2019年の解散と同時に脱退[2]。
- 脱退後はYouTubeから引退し、ファッションや音楽の活動に専念している。

オミ
- へきトラ劇場の元メンバー。
- 1996年5月7日生まれ。
- 2019年に加入し、2021年に脱退[14]。
- カメラマンで積極的には映らないものの動画に出演していた。
- オミが編集した動画の確認を取ろうとした際、画面全体が赤みがかっていることを相馬トランジスタ、へきほーに指摘され、色盲であることが発覚した。赤色が見えにくい1型2色覚で、「ピンク色と水色がわからない」、「赤色だと思って色を塗っていたら茶色だった」と自身の経験を語っている[19]。

みっちー
- へきトラ劇場の元メンバー。
- へきほーの大学時代の同級生。
- へきほーが躁うつ病を発症したため、2020年にサポートメンバーとして期間限定で加入[20]。

カルビ
- へきトラ劇場の元メンバー。
- 1991年10月22日生まれ。
- 名前の由来は新メンバーの告知動画の撮影日前日に食べていたカルビから[21]。
- お笑いコンビ「ぷんにゃらぽんぺ」での相馬トランジスタの相方。
- 2021に正式にメンバーとして加入[11]。動画出演当初は顔を白い仮面で隠していた。
- 2013年にラフハウス劇場として相馬トランジスタが活動していたときにも動画に出演しており、ラフハウス劇場に最初に投稿された動画にも出演していた。
- 現在は会社の社長を務めており、相馬トランジスタからは小金持ちと形容されている。YouTubeチャンネル「相馬トランジスタ」にも頻繁に出演している。

## 音楽作品

### ミニアルバム
| No             | 発売日         | タイトル       | 収録曲                                                                                      | レーベル       | 規格品番       |
| へきトラハウス | へきトラハウス | へきトラハウス | へきトラハウス                                                                              | へきトラハウス | へきトラハウス |
| -------------- | -------------- | -------------- | ------------------------------------------------------------------------------------------- | -------------- | -------------- |
| 1st            | 2018年9月18日  | 搬送           | 1. だって笑ってんじゃないの 2. Don't think. Feel!! 3. ペテンパン 4. KICKASS 5. くずむしの歌 | Air the rooM   | 音楽配信       |

### シングル
| No                    | 発売日                | タイトル              | 収録曲 | レーベル              | 規格品番              |
| へきちゃん☆トラちゃん | へきちゃん☆トラちゃん | へきちゃん☆トラちゃん | へきちゃん☆トラちゃん | へきちゃん☆トラちゃん | へきちゃん☆トラちゃん |
| --------------------- | --------------------- | --------------------- | --- | --------------------- | --------------------- |
| 1st                   | 2020年8月31日         | Flavor                | 1. Flavor 2. Flavor (NoEdit) 3. Flavor (の子 Remix) 4. Flavor (mono Remix) 5. Flavor (Instrumental) 6. Flavor (Acappella) 7. Flavor (Acappella NoEdit) | Air the rooM          | 音楽配信              |
| 2nd                   | 2020年12月25日        | Salt Spicy            | 1. Salt Spicy 2. Salt Spicy (Instrumental) 3. Salt Spicy (Acappella)                                                                                   | Air the rooM          | 音楽配信              |

### 参加楽曲
- NKR『SCRAMBLE VOL.2』（2016年12月17日、NKR-0005） - へきトラハウス
  - へきトラハウス「CHERRY23」
  - 仲間家「仲間家」

## 公演

### 単独ライブ
- ジンカワグチ presents「ここまで来たか、トランジスタ」LIVE 2018（2018年9月20日、東京 豊洲PIT） - へきトラハウス[9]